# Lijst van publieke fietssystemen
Dit is een lijst van publieke fietssystemen. Zie het artikel Fietsdeelsysteem voor een uitgebreide uitleg over het onderwerp.

## Noord- en Zuid-Amerika
| Land             | Stad                     | Naam                              | Systeem                    | Ingesteld        | Stallingsstations | Fietsen | Website                                                                       | Bron        |
| ---------------- | ------------------------ | --------------------------------- | -------------------------- | ---------------- | ----------------- | ------- | ----------------------------------------------------------------------------- | ----------- |
| Brazilië         | Rio de Janeiro           | Bike Rio                          | Mobilicidade               | januari 2009     |                   |         |                                                                               | [ 1 ]       |
| Canada           | Montreal                 | Bixi                              | Bixi                       | juni 2009        | 400               | 5000    | http://montreal.bixi.com                                                      | [ 2 ]       |
| Chili            | Providencia              | b'easy                            | b'easy                     | december 2008    |                   |         |                                                                               |             |
| Mexico           | Mexico City              | Ecobici                           | Smart Bike (Clear Channel) | 16 februari 2010 | 86                | 1114    | https://web.archive.org/web/20140626145252/https://www.ecobici.df.gob.mx/     |             |
| Verenigde Staten | Arlington (Virginia)     | Capital Bikeshare                 | Bixi                       |                  |                   |         | https://www.capitalbikeshare.com/                                             |             |
| Verenigde Staten | Boston                   | Bluebikes                         |                            | 28 juli 2011     | 325               | 3000+   | https://www.bluebikes.com                                                     | [ 3 ]       |
| Verenigde Staten | Buffalo, New York        | Blue Bike                         |                            |                  | 7                 |         | https://web.archive.org/web/20100707030518/http://www.buffalobluebicycle.org/ |             |
| Verenigde Staten | Chicago                  | Divvy                             |                            | 30 juli 2010     | 6                 |         | https://web.archive.org/web/20160312114149/http://chicago.bcycle.com/         |             |
| Verenigde Staten | Denver                   | B-Cycle                           |                            | 22 april 2010    |                   |         | https://web.archive.org/web/20170710054417/https://denver.bcycle.com/         |             |
| Verenigde Staten | Marquette, MI            | Yellow bike program               |                            |                  |                   |         |                                                                               |             |
| Verenigde Staten | Miami Beach, FL          | Decobike                          |                            | 21 november 2010 | 100               |         | http://www.decobike.com                                                       |             |
| Verenigde Staten | Minneapolis              | Nice Ride                         | Bixi                       | 10 juni 2010     | 58                | 450     | http://www.niceridemn.org/                                                    | [ 4 ]       |
| Verenigde Staten | New York                 | Citi Bike                         | Bixi                       | 27 mei 2013      | 330               | 6000    | https://citibikenyc.com/                                                      | [dode link] |
| Verenigde Staten | Pottstown (Pennsylvania) | Bike Pottstown                    | Manuele uitlening          |                  |                   |         | https://web.archive.org/web/20160324031406/http://www.bikepottstown.com/      |             |
| Verenigde Staten | Salt Lake City           | Salt Lake City Bicycle Collective |                            |                  |                   |         |                                                                               |             |
| Verenigde Staten | Washington, D.C.         | Capital Bikeshare                 | Bixi                       |                  |                   |         | https://www.capitalbikeshare.com/                                             |             |
| Verenigde Staten | Washington, D.C.         | SmartBike DC (voormalig)          | Smart Bike (Clear Channel) | augustus 2008    | 10                | 120     | https://web.archive.org/web/20110110185642/http://www.smartbikedc.com/        | [ 5 ]       |

## Azië
| Land   | Stad                       | Naam                     | Systeem   | Ingesteld    | Stallingsstations | fietsen | Website | Bron  |
| ------ | -------------------------- | ------------------------ | --------- | ------------ | ----------------- | ------- | ------- | ----- |
| China  | Hangzhou                   | HZ Bike                  |           | oktober 2008 | 350               | 10,000  |         |       |
| China  | Peking                     |                          |           | 2005         |                   |         |         |       |
| China  | Guangzhou                  | GZ-Public Bicycle        |           | juni 2010    | 50                | 4,840   |         | [ 6 ] |
| Japan  | Maebashi                   | Maechuri systeem         |           |              |                   |         |         | [ 7 ] |
| Japan  | Awaji, Minamiawaji, Sumoto | Elektrische fiets schema |           |              |                   |         |         |       |
| Japan  | Toyama                     |                          | Cyclocity |              |                   |         |         |       |
| Taiwan | Kaohsiung                  | C-bike                   |           |              |                   |         |         |       |
| Taiwan | Taipei                     | YouBike                  |           |              |                   |         |         |       |

## Australië en Oceanië
| land      | Stad      | Naam                              | Systeem   | Ingesteld         | Stalingsstations | Fietsen | Website                                                                 | Bron  |
| --------- | --------- | --------------------------------- | --------- | ----------------- | ---------------- | ------- | ----------------------------------------------------------------------- | ----- |
| Australië | Melbourne | Bike Share (tot 30 november 2019) | Bixi      | juni 2010         | 51               | 600     | http://www.melbournebikeshare.com.au                                    | [ 9 ] |
| Australië | Brisbane  | CityCycle                         | Cyclocity | 30 september 2010 | 150              |         | https://web.archive.org/web/20101007142651/http://www.citycycle.com.au/ |       |

## Europa
| land                | Stad                          | Naam                                 | Systeem                                      | Ingesteld         | Stalingsstations   | Fietsen                     | Website | Bron   |
| ------------------- | ----------------------------- | ------------------------------------ | -------------------------------------------- | ----------------- | ------------------ | --------------------------- | --- | ------ |
| België              | Stations en publieke plaatsen | Blue-bike                            | Eigen systeem                                | mei 2011          | 200+ (2025)        | 3700+ (2025)                | https://blue-bike.be |        |
| België              | Antwerpen                     | Velo                                 | Smart Bike (Clear Channel)                   | 9 juni 2011       | 305                | 4200                        | https://www.velo-antwerpen.be/ |        |
| België              | Antwerpen, Gent en Kortrijk   | Donkey Republic                      |                                              | augustus 2022     | dropzones          | +- 2000 in Antwerpen (2025) | https://www.donkey.bike/nl |        |
| België              | Brussel                       | Villo!                               | Cyclocity                                    | 19 mei 2009       | 346                | 4115                        | https://villo.be/ |        |
| België              | Namen                         | Li Bia Vélo                          | Cyclocity                                    | 21 april 2012     | 24                 | 240                         | https://www.libiavelo.be |        |
| Denemarken          | Kopenhagen                    | Bycyklen                             | Bycyklen                                     | mei 1995          | 110                |                             | https://bycyklen.dk/ |        |
| Denemarken          | Aarhus                        | Bycyklen                             | Bycyklen                                     | mei 2007          | 57                 | 400                         | http://www.aarhusbycykel.dk |        |
| Duitsland           | Berlijn                       | Call a Bike                          | Call a Bike                                  | maart 2003        |                    |                             | |        |
| Duitsland           | Munchen                       | Call a Bike                          | Call a Bike                                  | maart 2000        |                    |                             | |        |
| Duitsland           | Münster                       | tretty                               |                                              | augustus 2020     | stationsloos       | 175                         | https://www.tretty.de/ |        |
| Finland             | Helsinki                      | Cityräder                            | Smoove/Moventia                              | juni 2000         |                    |                             | |        |
| Frankrijk           | Aix-en-Provence               | V'hello (voormalig, tot 31 mei 2011) | Cyclocity (JCDecaux)                         | 21 mei 2007       | 16                 | 200                         | |        |
| Frankrijk           | Amiens                        | Vélam                                | Cyclocity (JCDecaux)                         |                   | 26                 | 313                         | http://www.velam.amiens.fr/ |        |
| Frankrijk           | Avignon                       | Vélopop'                             | Smoove/openbare vervoersmaatschappij Avignon | juli 2009         | 44                 | 200+                        | https://www.velopop.fr/ | [ 14 ] |
| Frankrijk           | Besançon                      | VéloCité                             | Cyclocity (JCDecaux)                         |                   | 30                 | 200                         | http://www.velocite.besancon.fr/ |        |
| Frankrijk           | Bordeaux                      | VCUB                                 |                                              |                   | 139                | 1545                        | https://web.archive.org/web/20180415202802/https://www.vcub.fr/                                                                         |        |
| Frankrijk           | Caen                          | V'eol (tot 31 december 2017)         | Clear Channel                                | 22 maart 2008     | 40                 | 350                         | |        |
| Frankrijk           | Calais                        | Vel'in                               | OYBike                                       |                   | 18                 | 160                         | http://www.vel-in.fr |        |
| Frankrijk           | Cergy-Pontoise                | VélO2                                | Cyclocity (JCDecaux)                         |                   | 40                 | 360                         | http://www.velo2.cergypontoise.fr/ |        |
| Frankrijk           | Chalon-sur-Saône              | Réflex (tot 1 september 2015)        |                                              | 15 december 2007  | 30                 |                             | |        |
| Frankrijk           | Créteil                       | Cristolib                            |                                              |                   | 10                 | 130                         | http://www.cristolib.fr |        |
| Frankrijk           | Dijon                         | Velodi                               | Clear Channel                                |                   | 33                 | 350                         | https://web.archive.org/web/20080412115441/http://www.velodi.net/                                                                       |        |
| Frankrijk           | La Rochelle                   | Yélo                                 |                                              |                   | 26                 |                             | https://www.yelo-larochelle.fr/ |        |
| Frankrijk           | Lyon                          | Vélo'v                               | Cyclocity                                    | 19 mei 2005       | 349                | 4000                        | http://www.velov.grandlyon.com |        |
| Frankrijk           | Marseille                     | Le vélo                              | Cyclocity                                    | 2007              |                    |                             | http://www.levelo-mpm.fr/ |        |
| Frankrijk           | Montpellier                   | Vélomagg'                            |                                              | juni 2007         | 59                 | 750                         | https://www.velomagg.com/ |        |
| Frankrijk           | Mulhouse                      | VéloCité                             | Cyclocity                                    | 15 september 2007 | 35                 |                             | https://web.archive.org/web/20101111051009/http://www.velocite.mulhouse.fr/                                                             |        |
| Frankrijk           | Nancy                         | VélOstan                             | Cyclocity                                    | 27 september 2009 | 25                 | 250                         | http://www.velostanlib.fr/ |        |
| Frankrijk           | Nantes                        | Bicloo                               | Cyclocity                                    | mei 2008          | 89                 |                             | http://www.bicloo.nantesmetropole.fr/                                                                                                   |        |
| Frankrijk           | Nice                          | Vélo Bleu                            | OYBike                                       |                   | 120                | 1200                        | http://www.velobleu.org |        |
| Frankrijk           | Parijs                        | Vélib'                               | Smovengo (oorspronkelijk Cyclocity)          | 15 juli 2007      | 383 (vroeger 1230) | 17000+                      | https://web.archive.org/web/20200619155113/https://www.velib-metropole.fr/                                                              |        |
| Frankrijk           | Perpignan                     | BIP!                                 | Smart Bike (Clear Channel)                   |                   | 15                 | 150                         | https://web.archive.org/web/20101029164742/http://www.bip-perpignan.fr/                                                                 |        |
| Frankrijk           | La Plaine Saint-Denis         | Velcom                               |                                              |                   | 50                 | 450                         | https://web.archive.org/web/20110721024113/http://www.velcom.fr/                                                                        |        |
| Frankrijk           | Poitiers                      | Cap'Vélo                             |                                              | september 2007    |                    |                             | |        |
| Frankrijk           | Rennes                        | LE vélo STAR                         | Smart Bike (Clear Channel)                   |                   | 25                 | 200                         | http://veloalacarte.free.fr |        |
| Frankrijk           | Rouen                         | Cy'clic                              |                                              |                   | 14                 | 175                         | http://cyclic.rouen.fr/ |        |
| Frankrijk           | St. Etienne                   | Vélivert formerly Vélo Vert          | Smoove                                       | 26 juni 2010      | 30                 | 700                         | http://www.velivert.fr/ |        |
| Frankrijk           | Straatsburg                   | Vélhop                               | Compagnie des transports strasbourgeois      | 23 september 2010 | 20                 | 168                         | http://velhop.strasbourg.eu/ |        |
| Frankrijk           | Toulouse                      | VélôToulouse                         | Cyclocity                                    | 16 november 2007  | 242                | 2400                        | http://www.velo.toulouse.fr/ |        |
| Frankrijk           | Valence, Drôme                | Libélo                               | Smoove/Citébus                               | maart 2010        | 20                 | 380                         | https://web.archive.org/web/20110721024113/http://velo-libelo.fr/                                                                       | [ 16 ] |
| Frankrijk           | Vannes                        | Vélocéa                              | OYBike                                       |                   | 20                 | 174                         | https://web.archive.org/web/20100815063133/http://velocea.fr/                                                                           |        |
| Ierland             | Dublin                        | Dublin Bikes                         | Cyclocity                                    | september 2009    | 44                 | 550                         | http://www.dublinbikes.ie/ | [ 17 ] |
| Italië              | Alpignano                     | BiciinComune                         |                                              |                   |                    |                             | |        |
| Italië              | Collegno                      | BiciinComune                         |                                              |                   |                    |                             | |        |
| Italië              | Druento                       | BiciinComune                         |                                              |                   |                    |                             | |        |
| Italië              | Rivoli                        | BiciinComune                         |                                              |                   |                    |                             | |        |
| Italië              | Grugliasco                    | BiciinComune                         |                                              |                   |                    |                             | |        |
| Italië              | Venaria Reale                 | BiciinComune                         |                                              |                   |                    |                             | |        |
| Italië              | Brescia                       | Bicimia                              |                                              |                   | 27                 |                             | https://web.archive.org/web/20110722024704/http://www.bicimia.it/                                                                       |        |
| Italië              | Milaan                        | BikeMi                               | Smart Bike (Clear Channel)                   | december 2008     | 100                | 1400                        | http://www.bikemi.com |        |
| Italië              | Rome                          | Roma'n'Bike                          |                                              |                   | 19                 | 200                         | |        |
| Italië              | Turijn                        | ToBike                               |                                              |                   | 116                |                             | https://web.archive.org/web/20140415093526/http://www.tobike.it/                                                                        |        |
| Letland             | Riga, Jurmala                 | BalticBike                           |                                              | ?                 | 19                 | ?                           | http://www.balticbike.com |        |
| Luxemburg           | Luxemburg                     | Vel'oh                               |                                              | maart 2008        | 93                 | 850                         | https://myveloh.lu |        |
| Nederland           | Rotterdam                     | Mobike                               |                                              | 4 november 2017   |                    |                             | https://web.archive.org/web/20180405220204/https://mobike.com/nl/                                                                       | [ 18 ] |
| Nederland           | Diverse steden en dorpen      | OV-fiets                             |                                              | 2000              | 100+               |                             | https://www.ns.nl/deur-tot-deur/ov-fiets                                                                                                |        |
| Noorwegen           | Oslo                          | Oslo Bysykkel                        | Smart Bike (Clear Channel)                   | 2003              | 106                |                             | https://www.oslobysykkel.no/ |        |
| Oostenrijk          | Wenen                         | Citybike                             | Cyclocity                                    | juni 2003         | 60                 |                             | https://web.archive.org/web/20050416005102/http://www.citybikewien.at/                                                                  |        |
| Polen               | Krakau                        | BikeOne                              |                                              | oktober 2008      |                    |                             | https://web.archive.org/web/20170922231944/http://bikeone.pl/                                                                           |        |
| Polen               | Warschau                      |                                      |                                              | gepland voor 2011 |                    |                             | | [ 19 ] |
| Spanje              | Barcelona                     | Bicing                               | Smart Bike (Clear Channel)                   | 22 maart 2007     | 401                | 6,000                       | https://web.archive.org/web/20181214014858/https://www.bicing.cat/                                                                      |        |
| Spanje              | Córdoba                       | Eco-bici                             | Cyclocity                                    |                   | 4                  | 35                          | | [ 20 ] |
| Spanje              | Girona                        | Girocleta                            |                                              |                   |                    |                             | https://web.archive.org/web/20101029164742/http://www.girocleta.cat/                                                                    |        |
| Spanje              | Elche (Elx)                   | bicielx                              |                                              | 14 juni 2010      | 14                 | 200                         | http://www.bicielx.es/bicielx/?q=es/ |        |
| Spanje              | Pamplona                      | n'bici                               |                                              | juli 2007         | 5                  | 101                         | https://web.archive.org/web/20210116135118/http://c-cycles.es/                                                                          |        |
| Spanje              | Sevilla                       | Sevici                               | Cyclocity                                    | april 2007        | 250                | 2500                        | http://www.sevici.es |        |
| Spanje              | Valencia                      | ValenbiSi!                           | Cyclocity                                    | 22 juni 2010      | 275                | 2750                        | http://www.valenbisi.com/ |        |
| Spanje              | Zaragoza                      | Bizi                                 | Smart Bike (Clear Channel)                   | 28 mei 2008       | 100                | 1000                        | http://www.bizizaragoza.com/ |        |
| Verenigd Koninkrijk | Blackpool                     | Hire-a-Bike                          | Hourbike                                     |                   |                    |                             | http://www.hourbike.com/ |        |
| Verenigd Koninkrijk | Bristol                       | Hourbike                             | Hourbike                                     | proefproject      |                    |                             | http://www.hourbike.com/ |        |
| Verenigd Koninkrijk | Cardiff                       | OYBike Cardiff                       | OYBike                                       |                   |                    |                             | https://web.archive.org/web/20110715031517/http://www.oybike.com/                                                                       | [ 21 ] |
| Verenigd Koninkrijk | Farnborough                   | OYBike Farnborough                   | OYBike                                       |                   |                    |                             | https://web.archive.org/web/20110715031517/http://www.oybike.com/                                                                       |        |
| Verenigd Koninkrijk | Reading                       | OYBike Reading                       | OYBike                                       |                   |                    |                             | https://web.archive.org/web/20110715031517/http://www.oybike.com/                                                                       |        |
| Verenigd Koninkrijk | Londen                        | Santander Cycles                     | Serco & Bixi                                 | 30 juli 2010      | 315                | 5000                        | | [ 22 ] |
| Verenigd Koninkrijk | Newcastle                     | WhipBikes                            | WhipBikes                                    | 2010              | 26                 | 150                         | https://web.archive.org/web/20090804051551/http://www.whipbikes.co.uk/                                                                  |        |
| Verenigd Koninkrijk | Nottingham                    | Ucycle                               | Sustrans & Evans Cycles                      | 2010              | 0                  | 460                         | https://web.archive.org/web/20100912170739/http://www.sustrans.org.uk/what-we-do/active-travel/active-travel-projects/ucycle-nottingham |        |
| Zweden              | Göteborg                      | Styr & Ställ                         | Cyclocity                                    | 2005              | 60                 | 100                         | https://web.archive.org/web/20140212164559/http://www.goteborgbikes.se/                                                                 |        |
| Zweden              | Stockholm                     | Stockholm City bikes                 | Smart Bike (Clear Channel)                   | april 2006        | 67                 | 1000                        | https://www.clearchannel.se/ |        |